# 의혹의 밤
《의혹의 밤》(영어: Suspect)은 미국에서 제작된 피터 예이츠 감독의 1987년 법정 스릴러 영화이다. 셰어, 데니스 퀘이드 등이 출연하였고, 대니얼 A. 셔코프 등이 제작에 참여하였다.

## 출연진
- 셰어
- 데니스 퀘이드
- 리엄 니슨
- 존 머호니
- 조 만테이니아
- 필립 보스코
- E. 캐서린 커
- 프레드 멜러메드
- 버니 매키너니
- 빌 코브스
- 리처드 갠트
- 마이클 비치

## 기타 제작진
- 협력 제작: 제니퍼 오그던
- 미술: 스튜어트 워츨
- 의상: 리타 라이액